# Chrysolina viridana
Chrysolina viridana é uma espécie de artrópode pertencente à família Chrysomelidae.